# در باب جنگ داخلی
در باب جنگ داخلی (به لاتین: De bello civili) دومین اثر بازماندهٔ ژنرال اواخر جمهوری روم، ژولیوس سزار، است که وقایع جنگ داخلی وی در برابر گنایوس پومپیئوس کبیر و سنای روم را شرح می‌دهد. این کتاب مشتمل بر سه کتاب است که حوادث سال‌های ۴۸–۴۹ پیش از میلاد را (از ماقبل عبور سزار از روبیکن و یورش وی به شمال ایتالیا گرفته تا شکست پومپیئوس در نبرد فارسال و فرار وی به مصر) را در برمی‌گیرد. پیش از آن کتاب جامع‌تر خاطراتی در باب جنگ گالی که شرحی بر جنگ‌های گالی سزار است توسط خود وی نگاشته شده بود و پس از آن نیز کتاب‌های در باب جنگ اسکندریه، در باب جنگ آفریقا، در باب جنگ هیسپانیا را نگاشت که ادامه وقایع جنگ داخلی در برابر بازماندگان ارتش پومپیئوس در مصر، آفریقا (استان روم)، و هیسپانیا را شرح می‌دهند. در این‌باره که سزار کتاب در باب جنگ داخلی را نگاشته تردیدی نیست، درحالی‌که سه اثر دیگر محتملاً توسط معاصرین سزار نوشته شده‌اند.
تاریخ نگارش و همین‌طور نشر آن هنوز مورد بحث هستند، معتبرترین فرضیات به قرار زیر هستند: نگارش و نشر همزمان با وقایع روایات یادشده در این کتاب هستند، یا اینکه نگارش و نشر در ۴۵ پیش از میلاد انجام گرفته‌اند، یا اینکه نگارش در یکی از تاریخ‌های مزبور و نشر آن اندکی پس از قتل ژولیوس سزار در ۴۴ ق. م و توسط یکی از حامیانش و کنسول سابقی به نام آئولوس هیرتیوس انجام گرفته‌است.